# 8444 Popovich
8444 Popovich (1969 TR1) là một tiểu hành tinh bay qua Sao Hỏa được phát hiện ngày 8 tháng 10 năm 1969 bởi L. I. Chernykh ở Đài vật lý thiên văn Crimean.